# ロバート・ミアノ
ロバート・ミアノ（Robert Miano、1942年9月25日 - ）は、アメリカ合衆国の俳優。

## 出演作品
- エクソシスト・キルズ
- ザ・ブラックナイト
- ジャーロ
- ワイルド・スピード MAX
- ２：２２
- パラサイト　殺人寄生虫
- 沈黙の脱獄（ブルーノ）
- スケルトンマン　史上最悪の死神
- 愛憎の週末
- ディープ・クラッシュ
- デッド・ヒート・コネクション
- 恋は負けない
- シークレット・オブ・アメリカ
- ドルフ・ラングレン ストーム・キャッチャー
- シック・アズ・シーヴス
- エグゼクティブ・エクスプレス
- ミリオネア
- 侵入者3
- フェイク
- フューネラル
- エグゼクティブ・ターゲット
- そりゃないぜ!?　フレイジャー シーズン1
- キング・オブ・キックボクサー3
- キング・オブ・ヴァンパイア
- クライムＴＯダイ
- コンクリート・ウォー
- オープン・ハウス／虐殺の館
- コンクリート・ジャングル